# Mochtari
Mochtari (perski: مختاري) – wieś we wschodnim Iranie, w ostanie Chorasan-e Razawi. W 2006 roku miejscowość liczyła 119 osób w 29 rodzinach.